# I misteri della giungla nera (miniserie televisiva)
I misteri della giungla nera (The Mysteries of the Dark Jungle) è una miniserie televisiva del 1990 in tre puntate diretta da Kevin Connor, con Stacy Keach, Virna Lisi e Kabir Bedi, liberamente ispirata al romanzo I misteri della jungla nera di Emilio Salgari.
La miniserie è stata distribuita anche in una versione condensata in un lungometraggio di due ore.

## Trama

### Prima puntata
Nell'India del XIX secolo, il palazzo reale di Rangnagar viene assaltato dalle truppe del rajah nemico Mohan Singh. Il rajah di Rangnagar, la sua famiglia e le sue guardie vengono trucidati. Tra i pochi superstiti vi sono il principe bambino Tremal-Naik, nascosto dalla sua balia prima dell'irruzione dei nemici, e il guerriero Kammamuri, che da allora se ne prenderà cura come un figlio, dopo aver deposto le armi ed essersi adattato a vivere come un pescatore lungo un fiume. Un giorno i due salvano un cucciolo di tigre rimasto orfano, al quale il fanciullo dà il nome Dharma.
Il colonnello dei lancieri Edward Corishant accoglie presso la sua guarnigione la moglie Sara e le figliolette Ada e Deborah, appena giunte dall'Inghilterra. Ada è incuriosita dal passaggio del corteo del rajah Mohan Singh, arrivando a fermare l'elefante che lo trasporta. Il rajah culla l'idea che la giovinetta dai biondi capelli possa diventare, secondo un'antica profezia, una sacerdotessa della dea Kalì per la setta dei thug della quale è a capo. Durante una festa popolare, si mette telepaticamente in contatto con lei e la spinge ad avvicinarsi ad un cobra dal veleno mortale, dal quale viene salvata dall'intervento di Kammamuri, al quale va la riconoscenza di Sara Corishant.
Mohan Singh, convinto che Ada sia la predestinata, fa sì che questa una notte si allontani da casa, venga prelevata dai suoi seguaci e condotta in un tempio nel folto della foresta, dove resterà per essere istruita nel culto di Kalì, perché un giorno la dea possa parlare attraverso di lei.
Dieci anni dopo, Tremal-Naik, ora un prestante giovane, mentre si è inoltrato nella giungla per seguire Dharma, si ritrova davanti Ada. Questa ne è dapprima impaurita, mai poi pensa che si tratti dell'uomo che ogni notte le parla nel tempio senza farsi vedere. Quando Tremal-Naik apre bocca, Ada si accorge che la voce è diversa e fugge, ma perde un braccialetto: questo è consegnato dal giovane a un missionario che lo fa pervenire ai Corishant, che lo riconoscono come appartenuto alla loro figlia scomparsa. Kammamuri, all'oscuro di tutto, viene fatto arrestare ingiustamente da Edward Corishant; Tremal-Naik non è presente poiché, ricercando Ada che gli è rimasta nel cuore, è giunto nel tempio dei thug, dove sta per compiersi un sacrificio umano. Grazie anche a Dharma, riesce a impedire il barbaro atto e a fuggire con Ada su una canoa.

### Seconda puntata
Tremal-Naik si rende conto della vera identità di Ada, sebbene quest'ultima non abbia alcun ricordo della sua infanzia e dica di chiamarsi Guri. Il giovane decide quindi di portarla a casa sua finché non potrà ricondurla alla guarnigione. Durante il tragitto i due si innamorano, e Tremal-Naik riesce a impedire che Ada lo uccida sotto il controllo mentale di Mohan Singh. Nel frattempo Kammamuri, riconosciuto da Sara come colui che dieci anni prima aveva salvato la figlia dal serpente, viene liberato. Tremal-Naik riesce infine ad arrivare a casa sua con Ada ma, mentre i due dormono, irrompono Corishant e i suoi soldati; il ragazzo, creduto uno dei rapitori, è costretto a fuggire, mentre Ada viene riportata a casa dal padre.
Tremal-Naik va a casa di Ada per salutarla e viene scoperto, ma riesce a scappare con l'aiuto del medico Stefan Krüger. Non potendo tornare a casa, Kammamuri e Tremal-Naik vengono ospitati presso la missione, ma qui vengono aggrediti da un gruppo di thug e Kammamuri rimane gravemente ferito. Tremal-Naik è quindi costretto a riportarlo alla guarnigione per farlo operare, mentre lui si costituisce. Nonostante il giovane venga difeso da Ada, da Deborah e dal suo fidanzato, il tenente Richard Plant, Tremal-Naik viene dichiarato colpevole e condannato a dieci anni di lavori forzati nella terribile colonia penale di Davenpore.

### Terza puntata
Per cercare di salvare il suo figlio adottivo dall'ingiusta condanna, Kammamuri disseppellisce le sue armi e la sua corazza e irrompe a Davenpore, eliminando gli aguzzini di Tremal-Naik e facendolo evadere. Gli racconta poi della sua nobile nascita e del pericolo che continuerà a correre finché gli antichi nemici di suo padre saranno ancora vivi.
A casa Corishant, Ada si sente fuori posto, sia per i tanti anni di lontananza, sia perché il padre non ha creduto alle sue parole a favore del giovane indiano che l'ha salvata. Mohan Singh, intanto, non ha rinunciato ai suoi progetti su Ada, e l'attira ancora nelle sue grinfie invitando la famiglia Corishant ad un ricevimento nel proprio palazzo. Avendo di nuovo soggiogato la mente di Ada coi suoi poteri ipnotici, la convince che per farsi perdonare dalla dea Kalì dovrà offrirle in sacrificio umano la sorella Deborah. Il misfatto viene sventato grazie a Tremal-Naik, di cui ora Edward Corishant si fida poiché i thug hanno attentato anche alla sua vita: il giovane conduce i lancieri nel tempio in mezzo alla giungla. Mohan Singh riesce a ritirarsi portando con sé Ada, ma Tremal-Naik lo insegue per affrontarlo: dopo avergli rivelato di essere l'assassino dei suoi genitori, quando sta per essere trafitto dalla sua spada svanisce.
Mentre Deborah va in sposa a Richard, l'unione di Ada e Tremal-Naik viene benedetta da Edward Corishant. I due giovani partono per Rangnagar, dove ricostruiranno la reggia e faranno rifiorire il regno.

## Distribuzione

### Italia
La miniserie fu inizialmente distribuita in VHS nella sua versione condensata dalla Vivivideo nel dicembre 1990. Successivamente andò in onda nella sua versione integrale in tre puntate su Rai 1 dal 3 al 17 febbraio 1991.